# Zaydou Youssouf
Zaydou Youssouf (Burdeos, 11 de julio de 1999) es un futbolista comorense que juega de centrocampista en el Al-Fateh S. C. de la Liga Profesional Saudí.

## Trayectoria
Youssouf comenzó su carrera como profesional en el Girondins de Burdeos, equipo con el que debutó, en la Ligue 1, el 30 de noviembre de 2016 frente al S. C. Bastia.

### Saint-Étienne
En 2019 dejó el Girondins de Burdeos para jugar en el A. S. Saint-Étienne.

## Selección nacional
Youssouf fue internacional sub-18, sub-19, sub-20 y sub-21 con la selección de fútbol de Francia.

## Clubes
| Club                            | País           | Año       |
| ------------------------------- | -------------- | --------- |
| F. C. Girondins de Burdeos "II" | Francia        | 2016-2017 |
| F. C. Girondins de Burdeos      | Francia        | 2017-2019 |
| A. S. Saint-Étienne             | Francia        | 2019-2022 |
| F. C. Famalicão                 | Portugal       | 2022-2025 |
| Al-Fateh S. C.                  | Arabia Saudita | 2025-     |